# Francisco Buen
Francisco Buen Lacambra, conocido como Alberto Buen (Ardisa, Zaragoza, 22 de febrero de 1942) es un político español. Ha sido alcalde de Irún desde 1983 hasta 2002 de manera ininterrumpida y posteriormente senador en Cortes Generales por Guipúzcoa en la VIII y IX legislatura. Es hermano del también político Miguel Buen.

## Biografía
Llegó a San Sebastián en 1955 y desde mayo de 1968 reside en Irún. Desde su llegada a la ciudad participó en el movimiento social, siendo vocal y presidente del Casino Recreativo y Cultural de la barriada de "Casas Baratas La Irunesa", en el barrio de Anaka; fundador y presidente de la Asociación de Vecinos de ese barrio. Participó en las reuniones para la formación de la Gestora Municipal tras los comicios constituyentes de 1977.
Fue alcalde de Irún ininterrumpidamente desde 1983 a 2003, primero como independiente y, desde 1981, como miembro del PSE-PSOE y posteriormente PSE-EE. Ocupa el cargo de vicepresidente primero de la Asociación de Municipios Vascos (EUDEL) desde 1995. Fue presidente del Consorcio Transfronterizo Bidasoa-Txingudi entre 1999 y 2000, en el primer año de vida de esta entidad.
Dentro de su partido ha desempeñado diversos cargos: presidente y secretario general de la Agrupación local, presidente de la Comisión Ejecutiva Provincial y vocal de la Comisión Ejecutiva de Euskadi. En lo tocante al conflicto suscitado en su ciudad por la negativa de los directivos del Alarde tradicional a la incorporación igualitaria de las mujeres a la fiesta, su actitud ha sido evasiva primero, de connivencia después con los elementos más conservadores, en contraposición a las directivas de su propio partido, al mandato parlamentario y a las sentencias judiciales dictadas para el caso.
Senador electo por Guipúzcoa en las elecciones de 14 de marzo de 2004. Miembro, desde el Congreso del 30 de octubre de 2005, de la Comisión ejecutiva del PSE-EE de Euskadi.Renovó el cargo en la siguiente legislatura hasta que renunció de su acta de senador en 2009.